# Matra Bagheera
Matra Bagheera är en sportbil, tillverkad av den franska industrikoncernen Matra i samarbete med biltillverkaren Simca mellan 1973 och 1980.
Matra hade haft oväntat stor framgång med sin mittmotorsportbil M530. Men Matra hade alltför få återförsäljare för att nå större försäljningsvolymer. När efterträdaren Bagheera planerades, sökte Matra därför samarbete med en stor biltillverkare för att få tillgång till produktionskapacitet och försäljningsnät. Nybildade Chrysler Europe nappade på Matras förslag, eftersom man ansåg en sportbil skulle väcka uppmärksamhet åt övrig verksamhet.
Matra övervägde att ge bilen ett litet baksäte, men till slut valde man att bygga karossen så bred att man fick plats med tre säten i bredd i kupén. Bilen byggde på ett chassi i stål som kläddes med karosspaneler i plast. Motorn hämtades från Simca 1100 Ti, tillsammans med en rad andra komponenter. Bilen debuterade i samband med Le Mans 24-timmars 1973. Passande nog vanns tävlingen av en Matra 670 sportvagnsprototyp.
Kunderna uppskattade Bagheerans vägegenskaper, men många tyckte att motorn var för liten. Lite bättre blev det när Bagheera S introducerades 1976 med 1,5-litersmotor.
Motor:
| Modell     | Motor              | Cylindervolym | Effekt | Bränslesystem    |
| ---------- | ------------------ | ------------- | ------ | ---------------- |
| Bagheera   | 4-cyl radmotor ohv | 1294 cm³      | 84 hk  | Dubbla förgasare |
| Bagheera S | 4-cyl radmotor ohv | 1442 cm³      | 90 hk  | Dubbla förgasare |